# Little Door Gods
Little Door Gods ou The Guardian Brothers (chinês simplificado: 小门神; bra: Os Irmãos Guardiões) é um filme de animação chinês de 2015, do gênero aventura, dirigido por Gary Wang. produzido pela Light Chaser Animation Studios e distribuído pela Alibaba Pictures. Foi originalmente lançado na China em 1 de janeiro de 2016. Uma versão em inglês que é 20 minutos mais curta estreou no Netflix em 1 de setembro de 2017.

## Sinopse
Uma família chinesa está na iminência de perder o negócio familiar, uma loja de sopa de wonton passada de geração em geração. Quando a matriarca da família morre, a jovem Rain e sua mãe ficam responsáveis pelo restaurante. Enquanto isso, no Mundo dos Espíritos Chinês, conhecemos dois Guardiões, que protegem os humanos há séculos. Com uma crise no mundo dos espíritos, os irmãos guardiões ficam desempregados. Na Terra, eles percebem que um rival está tentando sabotar a sopa de wonton de Rain e sua mãe, fazendo com que os dois entrem em ação.

## Elenco
- Gao Xiaosong como Shen Tu
- Show Joy como Laohu
- White. K como Yu Lei
- Ji Guanlin como Huaxia (Bloom)
- Cindy Yu como Raindrop
- Bi Xiaolan como Ying

## Recepção
O filme faturou US $ 754.000 no fim de semana de estreia e terminou com um total bruto de US $ 11,9 milhões.